# Fantazja na tematy IV Kwartetu Smyczkowego Grażyny Bacewicz
Fantazja na tematy IV Kwartetu Smyczkowego Grażyny Bacewicz – ósma płyta autorska Krzysztofa Herdzina, wydana w 2009 roku przez Agencję Muzyczną Polskiego Radia. 
Płyta jest muzycznym hołdem, złożonym polskiej kompozytorce Grażynie Bacewicz (1909–1969), z okazji dwóch rocznic: urodzin i śmierci. Prawykonanie dzieła odbyło się na Festiwalu „Kwartesencja” w Fabryce Trzciny w 2005 roku i okazało się wielkim wydarzeniem artystycznym. Wspólnie z Krzysztofem Herdzinem (fortepian, kompozytor, aranżer, producent) i kwartetem smyczkowym Royal String Quartet wystąpili wówczas polscy muzycy jazzowi: Michał Kulenty (saksofon), Robert Kubiszyn (kontrabas) i Cezary Konrad (perkusja). Na tej płycie znalazła się studyjna wersja „Fantazji...” oraz utwór Krzysztofa Herdzina „Bajkowe Opowieści” – w oryginale skomponowany na flet i fortepian, a na albumie wykonany w wersji na saksofon altowy i fortepian. W nagraniu, oprócz oryginalnego składu wykonującego „Fantazję...”, wystąpił również saksofonista Paweł Gusnar.

## Lista utworów
Fantazja na tematy IV Kwartetu Smyczkowego Grażyny Bacewicz
1. „Allegro molto” – 12:48
2. „Andante” – 6:35
3. „Allegro Giocoso” – 6:33

Bajkowe opowieści
1. „Opowieść I” – 1:23
2. „Opowieść II” – 2:08
3. „Opowieść III” – 1:34
4. „Opowieść IV” – 2:35
5. „Opowieść V” – 1:28
6. „Opowieść VI” – 1:29
7. „Opowieść VII” – 1:57
8. „Opowieść VIII” – 2:00